# Takin
Takin (Budorcas taxicolor) er en gede-antilope, som lever i skovene og omkringliggende områder i den østlige del af Himalaya, dvs. i Indien, Bhutan, Kina (Tibet) og Myanmar/Burma. Den fuldt udvoksede Takin har en skulderhøjde på omkring 110–120 cm, og vejer op til 300 kg. Takin har stor mule, store øjne, og påfaldende små ører. De har en tyk gylden uldpels, som er sort under bugen. Begge køn har små horn som løber parallelt med hovedet og med en spids, der skruer opad. Hornet har en længde på op mod 30 cm.
Takin lever i bambusskove og græsområder i højder fra 2000 til 4500 m. De spiser græs, nye planteskud og blade. Takin er aktiv om dagen, sover om natten, og holder sig i ro eller hviler midt dagen, specielt på dage, hvor det er varmt. Takin er et flokdyr, der lever i små flokker om vinteren og i flokke på op flere hundrede individer om sommeren. Flokkene ledes af en ældre han (buk). Flokkene er mest synlige på åbne vidder, mens de opholder sig langt mere spredt og ofte næsten enkeltvis i skovområder
Det er fire underarter:
- Mishmi takin (Budorcas taxicolor taxicolor)
- Shensi takin el. Gylden takin (Budorcas taxicolor bedfordi)
- Tibetansk takin el. Sichuansk takin (Budorcas taxicolor tibetana)
- Bhutanesisk takin (Budorcas taxicolor whitei).

Takin er Bhutans nationaldyr. Det antages, at Takin kan være det dyr, som udgør udgangspunktet for legenden om Jasons Gyldne Skind i den græske mytologi.